# Record du monde du 1 500 mètres
Pour un article plus général, voir Records du monde d'athlétisme.
Les records du monde du 1 500 mètres sont actuellement détenus par le Marocain Hicham El Guerrouj avec le temps de 3 min 26 s 00, établi le 14 juillet 1998 lors du meeting Golden Gala de Rome en Italie, et par la Kényane Faith Kipyegon, créditée de 3 min 48 s 68 le 5 juillet 2025 lors de la Ligue de diamant, disputé à Eugène au Etats-Unis . 
Le premier record du monde du 1 500 m homologué par World Athletics est celui de l'Américain Abel Kiviat en 1912 avec le temps de 3 min 55 s 8. Le Français Jules Ladoumègue est officiellement le premier athlète à franchir la barrière des 3 min 50 s (en 1930), le Tchèque Stanislav Jungwirth celle des 3 min 40 s (en 1957), et le Britannique Steve Cram celle des 3 min 30 s (en 1985).
En 1967, la Britannique Anne Smith devient officiellement la première détentrice du record mondial féminin avec 4 min 17 s 3. La Soviétique Tatyana Kazankina est la première athlète féminine à descendre sous les 4 minutes (en 1976).
Les records du monde en salle du 1 500 m appartiennent au Norvégien Jakob Ingebrigtsen (3 min 29 s 63 le 13 février 2025 à Liévin) et à l'Éthiopienne Gudaf Tsegay  (3 min 53 s 09 le 9 février 2021 à Liévin).

## Record du monde masculin

### Premiers records

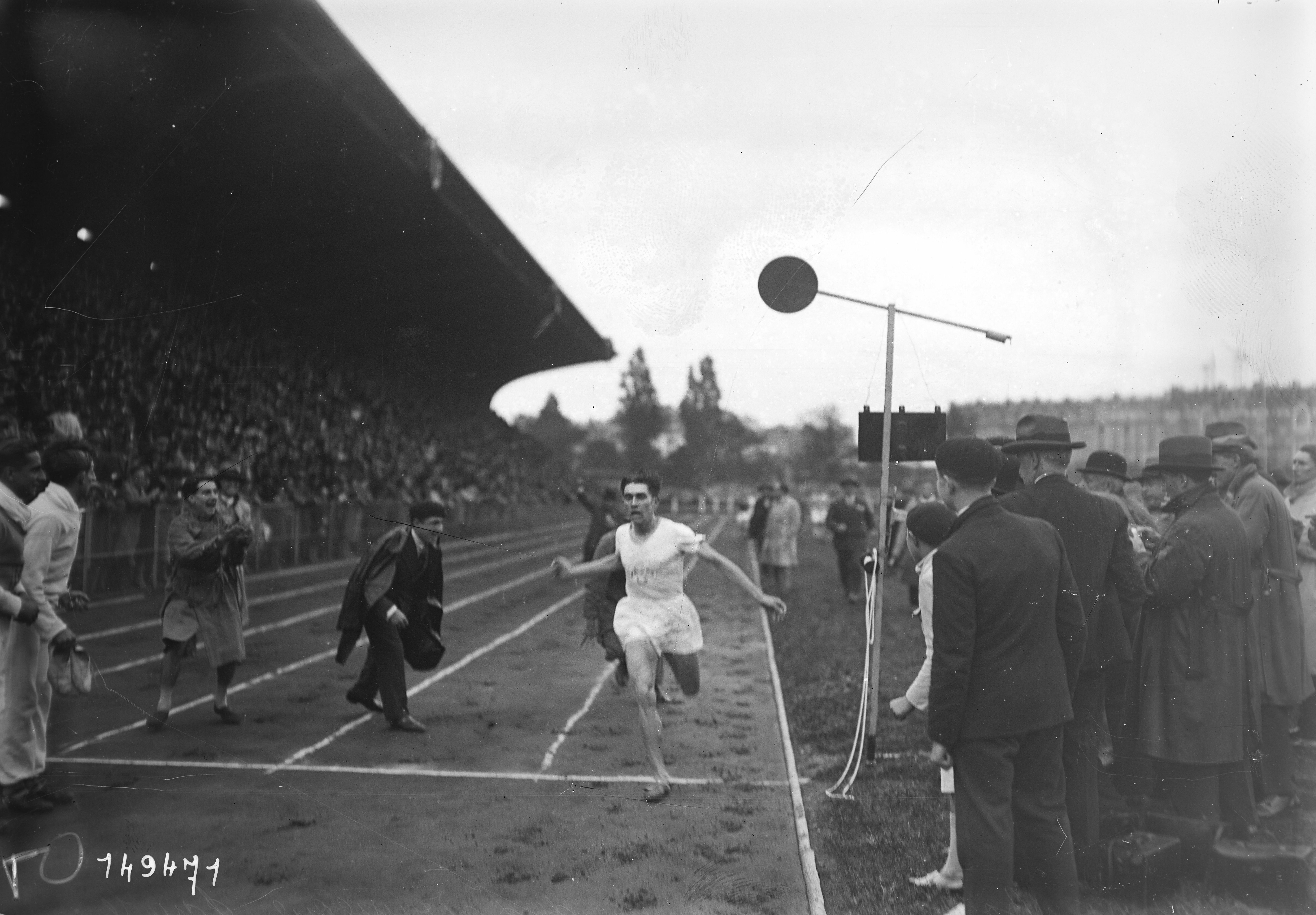
Jules Ladoumègue lors de son record du monde le 5 octobre 1930 à Paris.

La première performance homologuée par l'IAAF est celle de l'Américain Abel Kiviat qui signe le temps de 3 min 55 s 8 le 8 juin 1912 à Cambridge dans le Massachusetts. Le 5 août 1917, le Suédois John Zander porte ce record à 3 min 54 s 7 et le 19 juin 1924, le Finlandais Paavo Nurmi améliore de près de deux secondes ce temps en fixant le record mondial à 3 min 52 s 6. Le 11 septembre 1926, l'Allemand Otto Peltzer bat le record mondial de Nurmi en établissant le temps de 3 min 52 s 6 à Helsinki. 
Six ans plus tard, le Français Jules Ladoumègue devient le premier athlète à descendre sous les 3 minutes 50 secondes le 5 octobre 1930 à Paris en 3 min 49 s 2, améliorant de près de deux secondes le record du monde de Peltzer. En 1933, l'Italien Luigi Beccali améliore à deux reprises le record du monde : 3 min 49 s 2 le 9 septembre lors des Jeux mondiaux universitaires de Turin, puis 3 min 49 s 0 le 17 octobre à Milan au cours de la rencontre Italie-Grande-Bretagne.
L'Américain Bill Bonthron réalise une nouvelle meilleure marque mondiale le 30 juin 1934 au cours des championnats des États-Unis de Milwaukee en 3 min 48 s 8, performance améliorée d'une seconde le 6 août 1936 à Berlin en finale des |Jeux olympiques
|-  par le Néo-Zélandais Jack Lovelock (3 min 47 s 8).

### De Gunder Hägg à Herb Elliott
| |  |  |
| Gunder Hägg (à gauche) et Herb Elliott (à droite) améliorent à plusieurs reprises le record du monde du 1 500 m. |  |  |

À partir de 1941, la rivalité des Suédois Gunder Hägg et Arne Andersson donne lieu à plusieurs records du monde sur 1 500 m. Le 10 août 1941 à Stockholm lors des Championnats de Suède, Gunder Hägg améliore de 3/10e de seconde le record mondial de Jack Lovelock en 3 min 47 s 5 avant de le porter à 3 min 45 s 8 le 17 juillet 1942, toujours à Stockholm. 
Le 17 août 1943, Arne Andersson devient le nouveau détenteur du record du monde en s'imposant à Göteborg en 3 min 44 s 9, mais Hägg reprend son bien en juillet 1944 en signant le temps de 3 min 43 s 0 . Ce record du monde sera égalé par deux athlètes : par l'autre Suédois Lennart Strand le 15 juillet 1947 à Malmö, et par l'Allemand Werner Lueg le 29 juin 1952lors des championnats d'Allemagne.
Le 4 juin 1954, dans le cadre d'un mile à Compton, l'Américain Wes Santee passe aux 1 500 m en 3 min 42 s 8 et améliore de 2/10e le précédent record mondial. Deux semaines plus tard, à Turku en Finlande, toujours sur la distance du mile, l'Australien John Landy porte le record du monde du 1 500 m à 3 min 41 s 8. 
Le 28 juillet 1955, à Helsinki au cours du Match Finlande-Hongrie, le Hongrois Sándor Iharos abaisse d'une seconde ce record en 3 min 40 s 8, performance égalée dans la même course par son compatriote László Tábori et le Danois Gunnar Nielsen, le 6 septembre 1955 à Oslo lors des Bislett Games. 
Le 3 août 1956, à Tata, le Hongrois István Rózsavölgyi bat de 2/10e de seconde le record mondial de Iharos, Tábori et Nielsen  en parcourant la distance en 3 min 40 s 6.
Le 11 juillet 1957, à Turku, les Finlandais Olavi Salsola et Olavi Salonen établissent conjointement un nouveau record du monde du 1 500 m en coupant la ligne en 3 min 40 s 2. Dans cette course, l'autre finlandais Olavi Vuorisalo, troisième en 3 min 40 s 3, réalise également une performance inférieure à l'ancien record mondial d'István Rózsavölgyi. Mais le lendemain, le 12 juillet 1957 à Stará Boleslav, le Tchécoslovaque Stanislav Jungwirth améliore de près de deux secondes le record du monde des deux Finlandais en établissant le temps de 3 min 38 s 1.
Âgé de vingt ans seulement, l'Australien Herb Elliott devient le nouveau détenteur du record du monde le 28 août 1958, à Göteborg en Suède, en parcourant la distance en 3 min 36 s 0, soit plus de deux secondes de mieux que l'ancienne meilleure marque mondiale de Jungwirth. Herb Elliott améliore son propre record du monde en finale des Jeux olympiques d'été de 1960, à Rome, en s'imposant dans le temps de 3 min 35 s 6 après avoir couvert le dernier kilomètre en 2 min 22 s.

### Rivalité Sebastian Coe/Steve Ovett
| |  |  |
| Sebastian Coe (à gauche) s'approprie le record du monde en 1979. Steve Ovett (à droite) améliore à trois reprises ce record. |  |  |

Le 8 juillet 1967, lors du match États-Unis/Commonwealth disputé à Los Angeles, l'Américain Jim Ryun devance le Kényan Kip Keino et remporte la course en signant un nouveau record du monde en 3 min 33 s 1.
Le 2 février 1974, à l'occasion des Jeux du Commonwealth britannique de Christchurch en Nouvelle-Zélande, le Tanzanien Filbert Bayi remporte la médaille d'or du 1 500 m et améliore de près d'une seconde le record du monde de Jim Ryun en le portant à 3 min 32 s 2, et en devançant le Néo-Zélandais John Walker (3 min 32 s 5)
Le record mondial de Filbert Bayi est amélioré d'un centième de seconde en 3 min 32 s 1 (3 min 32 s 03 au chronométrage électronique) le 15 août 1979 par le Britannique Sebastian Coe à l'occasion du meeting Weltklasse de Zurich. 
Durant l'été 1980, son compatriote Steve Ovett égale le record du monde de Coe, le 15 juillet, en 3 min 32 s 1 à Oslo au cours des Bislett Games, puis porte celui-ci à 3 min 31 s 36, le 27 août à Coblence, établissant le premier record du monde du 1 500 m homologué avec l'utilisation du chronométrage électronique. 
Le 28 août 1983, à Cologne, l'Américain Sydney Maree porte le record du monde à 3 min 31 s 24, mais une semaine plus tard, au Meeting de Rieti, Steve Ovett reprend son bien en établissant le temps de 3 min 30 s 77.

### Sous les 3 minutes 30 secondes: de Steve Cram à Hicham El Guerrouj
| |  |  |
| Steve Cram (à gauche) est le premier athlète à couvrir un 1 500 m en moins de 3 min 30 s. Hicham El Guerrouj (à droite) est l'actuel détenteur du record du monde. |  |  |

Le Britannique Steve Cram établit un nouveau record du monde du 1 500 m, le 16 juillet 1985 au cours du Meeting Nikaïa de Nice, en 3 min 29 s 67, devenant à cette occasion le premier athlète à descendre sous les 3 minutes 30 secondes. Ce record est amélioré quelques semaines plus tard, le 23 août lors du meeting ISTAF Berlin par le Marocain Saïd Aouita, champion olympique du 5 000 m en 1984, qui parcourt la distance en 3 min 29 s 46. 
Le 6 septembre 1992, lors du Meeting de Rieti, l'Algérien Noureddine Morceli, champion du monde du 1 500 m en 1991, améliore de 62/100e de seconde le record mondial de Saïd Aouita en le portant à 3 min 28 s 86.
Le 12 juillet 1995 à Nice au cours du Meeting Nikaïa, Noureddine Morceli abaisse de près d'une seconde et demie son propre record du monde en établissant le temps de 3 min 27 s 37 après avoir parcouru le dernier tour de piste en 53 s 8. Quelques jours plus tard, à Monaco, il frôle son nouveau record en 3 min 27 s 52.
Le 14 juillet 1998, lors du meeting Golden Gala de Rome, le Marocain Hicham El Guerrouj s'empare du record du monde du 1 500 m. Après un premier 400 m couvert en 54 s 17 par son compatriote Adil Elkaouche, le second lièvre de la course, le Kényan Noah Ngeny, atteint les 800 m en 1 min 50 s 70, avant de passer à la cloche en 2 min 32 s 73. Le Marocain porte alors une attaque à l'avant dernier virage, poursuivant son accélération jusqu'à la dernière ligne droite. Crédité de 3 min 26 s 00, il améliore par la marge de 1 s 37 le record mondial de Noureddine Morceli.

### Progression
38 records du monde masculins ont été homologués par l'IAAF.
| Chronométrage manuel       |                     |                   |                |                              |
| 3 min 55 s 8               | Abel Kiviat         | 8 juin 1912       | Cambridge      |                              |
| 3 min 54 s 7               | John Zander         | 5 août 1917       | Stockholm      |                              |
| 3 min 52 s 6               | Paavo Nurmi         | 19 juin 1924      | Helsinki       |                              |
| 3 min 51 s 0               | Otto Peltzer        | 11 septembre 1926 | Berlin         |                              |
| 3 min 49 s 2               | Jules Ladoumègue    | 5 octobre 1930    | Paris          |                              |
| 3 min 49 s 2               | Luigi Beccali       | 9 septembre 1933  | Turin          | Jeux mondiaux universitaires |
| 3 min 49 s 0               | Luigi Beccali       | 17 septembre 1933 | Milan          | Match Italie/Grande-Bretagne |
| 3 min 48 s 8               | Bill Bonthron       | 30 juin 1934      | Milwaukee      | Championnats de l'AAU        |
| 3 min 47 s 8               | Jack Lovelock       | 6 août 1936       | Berlin         | Jeux olympiques              |
| 3 min 47 s 5               | Gunder Hägg         | 10 août 1941      | Stockholm      | Championnats de Suède        |
| 3 min 45 s 8               | Gunder Hägg         | 17 juillet 1942   | Stockholm      |                              |
| 3 min 44 s 9               | Arne Andersson      | 17 août 1943      | Göteborg       |                              |
| 3 min 43 s 0               | Gunder Hägg         | 7 juillet 1944    | Göteborg       |                              |
| 3 min 43 s 0               | Lennart Strand      | 15 juillet 1947   | Malmö          |                              |
| 3 min 43 s 0               | Werner Lueg         | 29 juin 1952      | Berlin         | Championnats nationaux       |
| 3 min 42 s 8               | Wes Santee          | 4 juin 1954       | Compton        | Compton Invitational         |
| 3 min 41 s 8               | John Landy          | 21 juin 1954      | Turku          |                              |
| 3 min 40 s 8               | Sándor Iharos       | 28 juillet 1955   | Helsinki       | Match Finlande-Hongrie       |
| 3 min 40 s 8               | László Tábori       | 6 septembre 1955  | Oslo           | Bislett Games                |
| 3 min 40 s 8               | Gunnar Nielsen      | 6 septembre 1955  | Oslo           | Bislett Games                |
| 3 min 40 s 6               | István Rózsavölgyi  | 3 août 1956       | Tata           | Test olympique               |
| 3 min 40 s 2               | Olavi Salsola       | 11 juillet 1957   | Turku          |                              |
| 3 min 40 s 2               | Olavi Salonen       | 11 juillet 1957   | Turku          |                              |
| 3 min 38 s 1               | Stanislav Jungwirth | 12 juillet 1957   | Stará Boleslav |                              |
| 3 min 36 s 0               | Herb Elliott        | 28 août 1958      | Göteborg       |                              |
| 3 min 35 s 6               | Herb Elliott        | 6 septembre 1960  | Rome           | Jeux olympiques              |
| 3 min 33 s 1               | Jim Ryun            | 8 juillet 1967    | Los Angeles    | Match USA/Commonwealth       |
| 3 min 32 s 2               | Filbert Bayi        | 2 février 1974    | Christchurch   | Jeux du Commonwealth         |
| 3 min 32 s 1               | Sebastian Coe       | 15 août 1979      | Zurich         | Weltklasse                   |
| 3 min 32 s 1               | Steve Ovett         | 15 juillet 1980   | Oslo           | Bislett Games                |
| Chronométrage électronique |                     |                   |                |                              |
| 3 min 31 s 36              | Steve Ovett         | 27 août 1980      | Coblence       |                              |
| 3 min 31 s 24              | Sydney Maree        | 28 août 1983      | Cologne        |                              |
| 3 min 30 s 77              | Steve Ovett         | 4 septembre 1983  | Rieti          | Meeting de Rieti             |
| 3 min 29 s 67              | Steve Cram          | 16 juillet 1985   | Nice           | Meeting Nikaïa               |
| 3 min 29 s 46              | Saïd Aouita         | 23 août 1985      | Berlin         | ISTAF Berlin                 |
| 3 min 28 s 86              | Noureddine Morceli  | 6 septembre 1992  | Rieti          | Meeting de Rieti             |
| 3 min 27 s 37              | Noureddine Morceli  | 12 juillet 1995   | Nice           | Meeting Nikaïa               |
| 3 min 26 s 00              | Hicham El Guerrouj  | 14 juillet 1998   | Rome           | Golden Gala                  |

## Record du monde féminin

### Premiers records

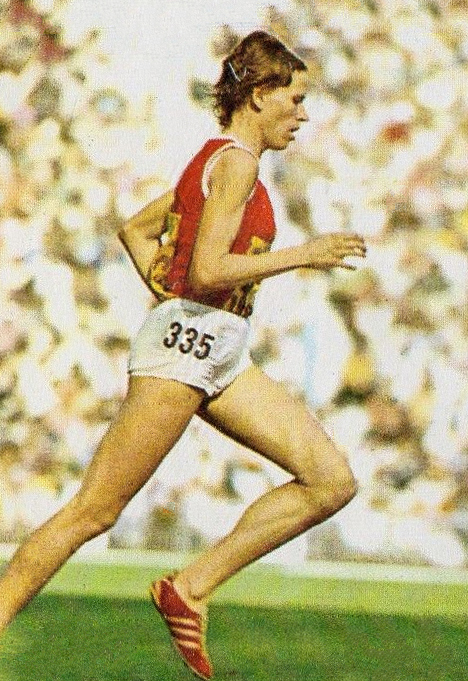
Lyudmila Bragina.

Le premier record du monde féminin du 1 500 m validé par l'IAAF est établi par la Britannique Anne Smith, le 3 juin 1967 à Chiswick, qui dans le cadre d'un Mile, passe en 4 min 17 s 3 aux 1 500 m. Le 24 octobre de la même année, à Sittard, la Néerlandaise Maria Gommers améliore de près de deux secondes la performance de Smith en 4 min 15 s 6. 
Le 2 juillet 1969, à Milan, l'Italienne Paola Pigni porte ce record à 4 min 12 s 4, et en août 1969, la Tchécoslovaque Jaroslava Jehličková remporte les championnats d'Europe d'Athènes en fixant la meilleure marque mondiale à 4 min 10 s 7.
Le 15 août 1971, à Helsinki à l'occasion des championnats d'Europe, l'Est-Allemande Karin Burneleit établit un nouveau record mondial en 4 min 9 s 6. 
La Soviétique Lyudmila Bragina améliore à quatre reprises le record du monde du 1 500 m durant la saison 1972. Le 18 juillet, à Moscou, elle bat de près trois secondes le temps de Karin Burneleit en 4 min 6 s 9. Durant les Jeux olympiques de 1972 à Munich, elle porte dès les séries ce record à 4 min 6 s 5, avant de réitérer sa performance en demi-finale en 4 min 5 s 1. En finale, le 9 septembre 1972, elle change de stratégie par rapport à ses précédentes courses. Afin de ne pas s'épuiser et de faire le jeu de finisseuses, elle reste derrière des adversaires jusqu'aux 800 mètres où elle démarre franchement, laissant derrière elle toutes ses concurrentes. Elle remporte la médaille d'or en 4 min 1 s 4 et améliore de plus de trois secondes son propre record du monde, son troisième dans cette compétition.

### Sous les 4 minutes

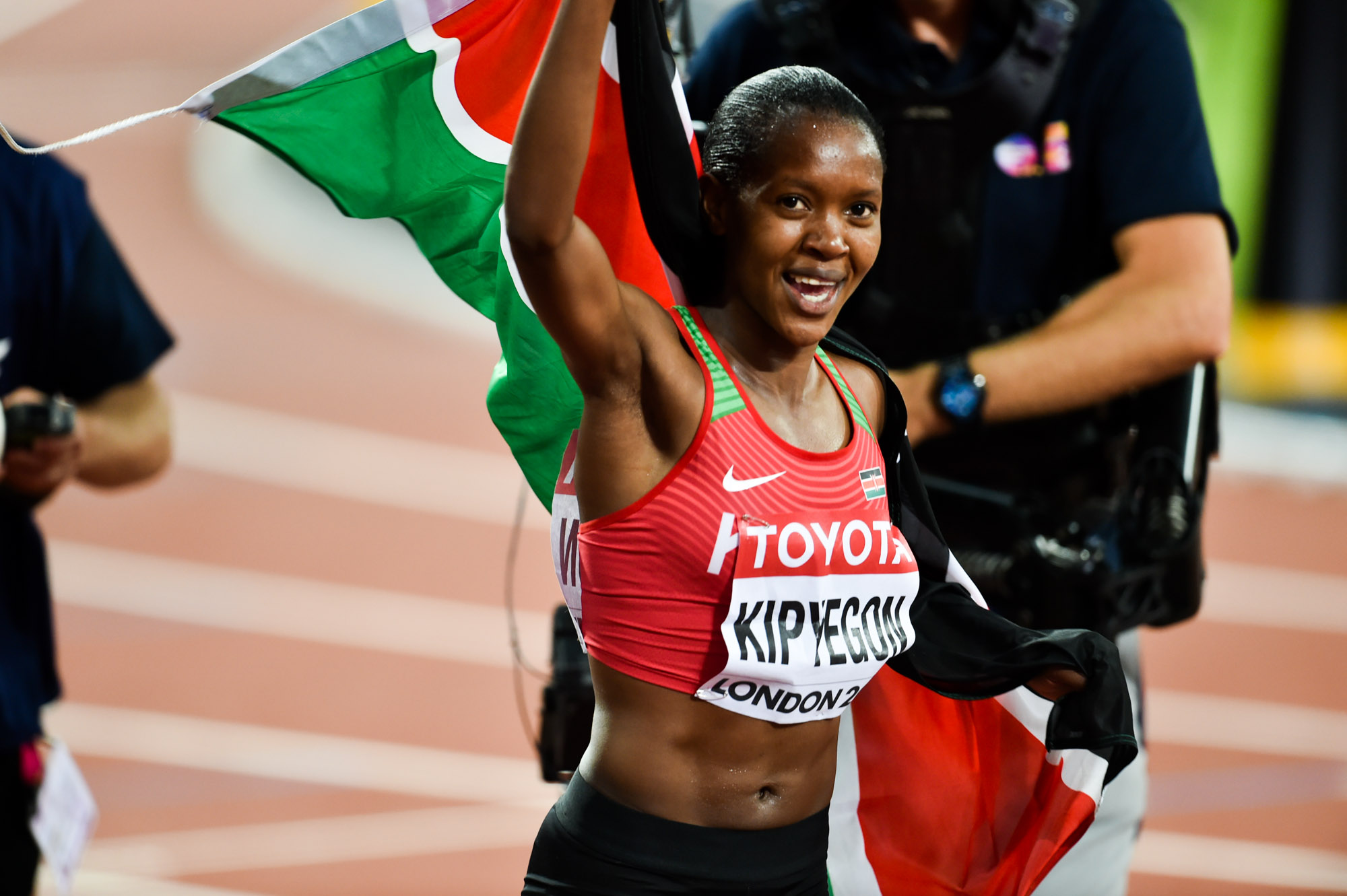
Faith Kipyegon détient depuis le 2 juin 2023 le record du monde féminin.

Le 28 septembre 1976, à Podolsk en Russie, la Soviétique Tatyana Kazankina devient la première athlète féminine à descendre sous les quatre minutes au 1 500 m. Elle parcourt la distance en 3 min 56 s 0 et améliore de près de cinq secondes l'ancienne meilleure marque mondiale de sa compatriote Lyudmila Bragina. Kazankina améliore ce record quatre ans plus tard, le 6 juillet 1980 à Moscou en réalisant un temps de 3 min 55 s 0, puis le 3 août 1980 à Zurich où elle établit le premier record du monde mesuré au chronométrage électronique, en 3 min 52 s 47.
Le record du monde de Tatyana Kazankina n'est amélioré qu'en 1993, le 11 septembre, lorsque la Chinoise Qu Yunxia, championne du monde en titre du 3 000 m, établit le temps de 3 min 50 s 46 à Pékin.
Le 17 juillet 2015, lors du meeting Herculis de Monaco, l'Éthiopienne Genzebe Dibaba s'empare du record du monde du 1 500 m en réalisant le temps de 3 min 50 s 07, soit 39/100e de moins que l'ancien record détenu par Qu Yunxia. Chanelle Price, spécialiste du 800 m, a servi de meneuse d'allure sur les 800 premiers mètres de la course.
Le record du monde de Genzebe Dibaba est battu de près d'une seconde le 2 juin 2023 par la Kényane Faith Kipyegon, double championne olympique et double championne du monde du 1 500 m, qui établit le temps de 3 min 49 s 11 lors du meeting Golden Gala à Florence en Italie, devenant la première athlète à descendre sous la barrière des 3 min 50 s. Lors du Meeting de Paris, le 7 juillet 2024, Kipyegon améliore le record du monde de 7 centièmes en 3 min 49 s 04.
Le 7 juillet 2024 au cours du Meeting de Paris, Faith Kipyegon améliore de 7/100e de seconde son propre record du monde en parcourant la distance en 3 min 49 s 04.
Le 5 Juillet Faith Kipyegon a encore amélioré son record du monde du 1500 m au cours du meeting Prefontaine Classic à Eugene en 3'48''68.

### Progression
16 records du monde féminins ont été homologués par l'IAAF.
| Chronométrage manuel       |                      |                   |          |                         |
| 4 min 17 s 3               | Anne Smith           | 3 juin 1967       | Chiswick |                         |
| 4 min 15 s 6               | Maria Gommers        | 24 octobre 1967   | Sittard  |                         |
| 4 min 12 s 4               | Paola Pigni          | 2 juillet 1969    | Milan    |                         |
| 4 min 10 s 7               | Jaroslava Jehličková | 20 septembre 1969 | Athènes  | Championnats d'Europe   |
| 4 min 09 s 6               | Karin Burneleit      | 15 août 1971      | Helsinki | Championnats d'Europe   |
| 4 min 06 s 9               | Lyudmila Bragina     | 18 juillet 1972   | Moscou   | Championnats d'URSS     |
| 4 min 06 s 5               | Lyudmila Bragina     | 4 septembre 1972  | Munich   | Jeux olympiques         |
| 4 min 05 s 1               | Lyudmila Bragina     | 7 septembre 1972  | Munich   | Jeux olympiques         |
| 4 min 01 s 4               | Lyudmila Bragina     | 9 septembre 1972  | Munich   | Jeux olympiques         |
| 3 min 56 s 0               | Tatyana Kazankina    | 28 septembre 1976 | Podolsk  |                         |
| 3 min 55 s 0               | Tatyana Kazankina    | 6 juillet 1980    | Moscou   |                         |
| Chronométrage électronique |                      |                   |          |                         |
| 3 min 52 s 47              | Tatyana Kazankina    | 3 août 1980       | Zurich   | Weltklasse Zurich       |
| 3 min 50 s 46              | Qu Yunxia            | 11 septembre 1993 | Pékin    | Jeux nationaux de Chine |
| 3 min 50 s 07              | Genzebe Dibaba       | 17 juillet 2015   | Monaco   | Meeting Herculis        |
| 3 min 49 s 11              | Faith Kipyegon       | 2 juin 2023       | Florence | Golden Gala             |
| 3 min 49 s 04              | Faith Kipyegon       | 7 juillet 2024    | Paris    | Meeting de Paris        |
| 3 min 48 s 68              | Faith Kipyegon       | 5 juillet 2025    | Eugene   | Ligue de diamant Eugene |

## Records du monde sur piste courte
À partir du 1er janvier 2024, World Athletics introduit le nouveau terme « piste courte » (« short track » en anglais) en remplacement du terme « en salle » (« indoor ») pour décrire les compétitions et les performances dont les courses se déroulent sur une piste de 200 m, traditionnellement dans une salle mais également en extérieur.

### Hommes

#### Historique

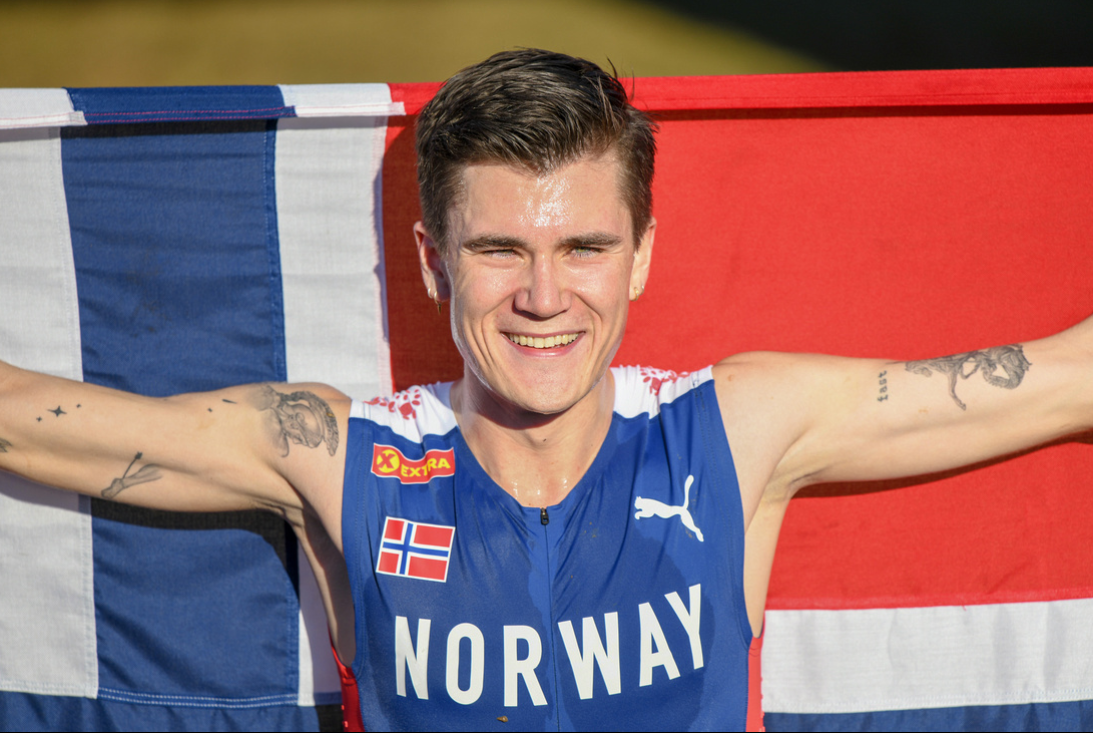
Jakob Ingebrigtsen, actuel détenteur du record du monde du 1500 m sur piste courte.

Le premier record du monde masculin du 1 500 m homologué par l'IAAF est celui de l'Espagnol José Luis Gonzalez qui établit le temps de 3 min 36 s 04,à Oviedo le 1er mars 1986. L'Irlandais Marcus O'Sullivan porte ensuite ce record à 3 min 35 s 60 le 10 février 1989 à East Rutherford, avant que le Britannique Peter Elliott ne réalise 3 min 34 s 20 le 27 février 1990 lors du meeting en salle de Séville.
Le 28 février 1991, toujours à Séville, l'Algérien Noureddine Morceli retranche 4/100e de seconde au record mondial de Peter Elliott en parcourant les 1 500 m en 3 min 34 s 16.
Le 2 février 1997 à Stuttgart au cours du meeting de la Sparkassen Cup, le Marocain Hicham El Guerrouj porte le record du monde à 3 min 31 s 18, soit une amélioration de près de trois secondes du record de Noureddine Morceli.
Plus de 22 ans plus tard, le 16 février 2019 au meeting indoor de Birmingham, l'Éthiopien Samuel Tefera améliore de 14/100e de seconde le vieux record du monde d'Hicham El Guerrouj en établissant le temps de 3 min 31 s 04.
Le 17 février 2022, à Liévin, Jakob Ingebrigtsen bat de plus d'une demi-seconde de seconde le record de Samuel Tefera en parcourant la distance en 3 min 30 s 60. En 2025, il améliore son propre record lors d'une course d'un mile.

#### Progression
8 records du monde en salle masculins du 1 500 m ont été homologués par World Athletics.
| Temps         | Athlète            | Date            | Lieu            |
| ------------- | ------------------ | --------------- | --------------- |
| 3 min 36 s 04 | José Luis Gonzalez | 1er mars 1986   | Oviedo          |
| 3 min 35 s 60 | Marcus O'Sullivan  | 10 février 1989 | East Rutherford |
| 3 min 34 s 20 | Peter Elliott      | 27 février 1990 | Séville         |
| 3 min 34 s 16 | Noureddine Morceli | 28 février 1991 | Séville         |
| 3 min 31 s 18 | Hicham El Guerrouj | 2 février 1997  | Stuttgart       |
| 3 min 31 s 04 | Samuel Tefera      | 16 février 2019 | Birmingham      |
| 3 min 30 s 60 | Jakob Ingebrigtsen | 17 février 2022 | Liévin          |
| 3 min 29 s 63 | Jakob Ingebrigtsen | 13 février 2025 | Liévin          |

### Femmes

#### Historique

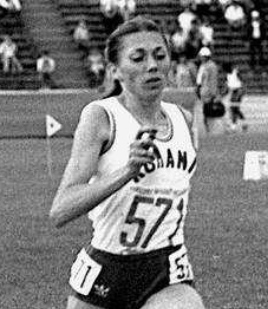
Doina Melinte.

Le temps de 4 min 0 s 8 établi par l'Américaine Mary Decker le 8 février 1980 lors des Millrose Games de New York constitue le premier record du monde féminin en salle du 1 500 m homologué par l'IAAF.
La Roumaine Doina Melinte bat ce record le 9 février 1990 à East Rutherford en 4 min 0 s 27.
Le 1er février 2003 à Boston au cours des Boston Indoor Games, l'Américaine Regina Jacobs améliore de 31/100e de seconde le record du monde en salle de Doina Melinte, devenant la première athlète à couvrir la distance en moins de 4 minutes (3 min 59 s 98) dans une enceinte couverte.
Le 18 février 2006 lors des championnats de Russie en salle à Moscou, Yelena Soboleva améliore de près d'une minute et demie le record de l'Américaine en réalisant le temps de 3 min 58 s 28. Deux nouveaux records du monde sont ensuite établis par Yelena Soboleva lors de la saison 2008 (3 min 58 s 05 le 10 février et 3 min 57 s 71 le 9 mars) mais ceux-ci sont annulés pour cause de dopage.
Le 1er février 2014 à Karlsruhe, l'Éthiopienne Genzebe Dibaba bat de près de trois secondes le record du monde en établissant le temps de 3 min 55 s 17.
Le 9 février 2021 au Meeting Hauts-de-France Pas-de-Calais à Liévin, Gudaf Tsegay bat de plus de deux secondes le record du monde en salle du 1 500 m de Genzebe Dibaba en établissant la marque de 3 min 53 s 09.

#### Progression
6 records du monde en salle féminins du 1 500 m ont été homologués par World Athletics. 
|  | Actuel record du monde |  | Record du monde homologué mais annulé rétroactivement |

| Temps         | Athlète         | Date             | Lieu            |
| ------------- | --------------- | ---------------- | --------------- |
| 4 min 0 s 80  | Mary Decker     | 8 février 1980   | New York        |
| 4 min 0 s 27  | Doina Melinte   | 9 février 1990   | East Rutherford |
| 3 min 59 s 98 | Regina Jacobs   | 1er février 2003 | Boston          |
| 3 min 58 s 28 | Yelena Soboleva | 18 février 2006  | Moscou          |
| 3 min 58 s 05 | Yelena Soboleva | 10 février 2008  | Moscou          |
| 3 min 57 s 71 | Yelena Soboleva | 9 mars 2008      | Valence         |
| 3 min 55 s 17 | Genzebe Dibaba  | 1er février 2014 | Karlsruhe       |
| 3 min 53 s 09 | Gudaf Tsegay    | 10 février 2021  | Liévin          |

## Autres catégories d'âge
Les records du monde juniors du 1 500 m sont actuellement détenus par le Kényan Ronald Kwemoi, auteur de 3 min 28 s 81 le 18 juillet 2014 à Monaco, et par la Chinoise Yinglai Lang, créditée de 3 min 51 s 34 le 18 octobre 1997 à Shanghai. Les records du monde juniors en salle sont détenus par le Bahreïnien Belal Mansoor Ali en 3 min 36 s 28 (2007) et par l'Éthiopienne Gudaf Tsegay en 4 min 1 s 81 (2016).
Les meilleures performances mondiales cadets sont la propriété de l'Australien Cameron Myers (3 min 33 s 26 le 16 juillet 2023 à Chorzów) et de la Chinoise Zhang Ling (3 min 54 s 52 le 18 octobre 1997 à Shanghai).
| Record                               | Athlète           | Temps         | Date            | Lieu      |
| ------------------------------------ | ----------------- | ------------- | --------------- | --------- |
| Record du monde junior               | Ronald Kwemoi     | 3 min 28 s 81 | 18 juillet 2014 | Monaco    |
| Record du monde junior en salle      | Belal Mansoor Ali | 3 min 36 s 28 | 20 février 2007 | Stockholm |
| Meilleure performance mondiale cadet | Cameron Myers     | 3 min 33 s 26 | 16 juillet 2023 | Chorzów   |

| Record                               | Athlète      | Temps         | Date            | Lieu     |
| ------------------------------------ | ------------ | ------------- | --------------- | -------- |
| Record du monde junior               | Yinglai Lang | 3 min 51 s 34 | 18 octobre 1997 | Shanghai |
| Record du monde junior en salle      | Gudaf Tsegay | 4 min 1 s 81  | 20 février 2016 | Glasgow  |
| Meilleure performance mondiale cadet | Zhang Ling   | 3 min 54 s 52 | 18 octobre 1997 | Shanghai |